# Blurryface
Blurryface – czwarty album studyjny amerykańskiego duetu muzycznego Twenty One Pilots, wydany 17 maja 2015 roku.
Album w Polsce uzyskał status potrójnej platynowej płyty.

## Tło i nagrywanie albumu
Po wydaniu trzeciego albumu Vessel (2013), zespół intensywnie koncertował w celu promowania albumu na całym świecie. Podczas jego nagrywania zespół korzystał z różnych studiów nagrań, które to pozwoliły im na realizację różnych pomysłów.
„Heavydirtysoul”, „Fairly Local”, „Tear in My Heart”, „Lane Boy” oraz „Doubt” zostały nagrane z producentem Ricky Reed w Serenity West Recording w Hollywood w Kalifornii. „Stressed Out”, „Polarize”, „Hometown” i „Not Today” zostały nagrane z producentem Mikiem Elizondo w Can Am w Tarzana w Kalifornii. „Ride” został nagrany z Reed na Sonic Lounge Studios w Grove City, Ohio. „The Judge” został nagrany z producentem Mikiem Crossey w Livingston Studios w Londynie. „We Don't Believe What's on TV” i „Goner" zostały nagrane z Reedem w Paramount Recording Studios w Hollywood w Kalifornii. „Message Man” został nagrany z Tim Anderson w Werewolf Serca w Los Angeles, w Kalifornii. Album został zmiksowany przez Neal Avron, z pomocą Scotta Skrzyńskiego, u Casita w Hollywood w Kalifornii. Album został zmasterowany przez Chrisa Gehringera w Sterling Sound w Nowym Jorku. Płyta to także pierwszy w pełni koncepcyjny krążek amerykańskiego duetu muzycznego.

## Tytuł i grafika albumu
Nazwa albumu wywodzi się od imienia postaci stworzonej przez zespół. Fragment ze słowem „blurryface” można znaleźć przed prawie każdym refrenem utworu Stressed Out. Według Josepha „reprezentuje on wszystkie rzeczy jako jednostki, ale także wszystko wokół, co jest niepewne”. Joseph nosi czarną farbę na dłoniach i szyi podczas swoich koncertów i teledysków na album, do reprezentowania Blurryface, mówiąc: „Bardzo dramatyczne, wiem, ale to pomaga mi wejść w rolę.” Projektami artystycznymi zajęli się Rike, Reel Bear Media i Virgilio Tzaj. Rob Gold był kierownikiem artystycznym, a Josh Skubel zajmował się produkcją opakowań. Jabari Jacobs zajął się fotografią. Rike wspomniał na swoim blogu o innej wizji artystycznej z grafiką podobną do tej z Vessel. Wspomniał również, że kolor czerwony symbolizuje „kolor namiętności, przemocy i złości”. 

## Lista utworów
| Nr  | Tytuł utworu                    | Długość |
| --- | ------------------------------- | ------- |
| 1.  | „Heavydirtysoul”                | 3:57    |
| 2.  | „Stressed Out”                  | 3:22    |
| 3.  | „Ride”                          | 3:34    |
| 4.  | „Fairly Local”                  | 3:27    |
| 5.  | „Tear in My Heart”              | 3:08    |
| 6.  | „Lane Boy”                      | 4:13    |
| 7.  | „The Judge”                     | 4:57    |
| 8.  | „Doubt”                         | 3:11    |
| 9.  | „Polarize”                      | 3:46    |
| 10. | „We Don't Believe What's on TV” | 2:58    |
| 11. | „Message Man”                   | 4:00    |
| 12. | „Hometown”                      | 3:56    |
| 13. | „Not Today”                     | 3:58    |
| 14. | „Goner”                         | 3:56    |
|     |                                 | 52:23   |

Wszystkie utwory zostały napisane przez Tylera Josepha.

## Styl albumu
Album, podobnie jak Vessel, jest utrzymany w różnych stylach muzycznych. Od hip-hopowo/funk rockowego „Heavydirtysoul” i rap rockowego „Stressed Out”, przez pop-rockowy utwór "The Judge" z elementami folku i "Doubt" mieszający muzykę elektroniczną i hip hop, a kończąc na reggae rockowym "Message Man" i balladzie która zmienia się w niemal hard rockowy utwór „Goner”.

## Twórcy albumu
Źródło:.

### Twenty One Pilots
- Tyler Joseph – programowanie (utwory: 1-6, 8-9 i 12), pianino (utwory: 1-3, 5, 7-8 i 12-14), wokale główne, chórki (utwory 1-3, 6 i 7), organy (utwór: 3), organy Hammonda (utwór: 7), ukulele (utwory: 6, 7 i 10), synth bass (utwór 8), gitara elektryczna (utwory: 1-6, 8, 11 i 14), gitara basowa (utwory: 1-3, 9 i 11), syntezatory; tamburyn (utwór 1)
- Josh Dun – perkusja, instrumenty perkusyjne, chórki (utwór 7), wokal wspierający (utwór 13); trąbka (utwór 10)

### Pozostali twórcy
- Ricky Reed – programowanie (utwory: 1, 3–6, 8 i 14), wokal wspierający (utwór 1 i 8), gitara basowa (utwory: 3-6, 10 i 14)
- Mike Elizondo – kontrabas (utwór 2), programowanie (utwory: 2, 12 i 13), syntezatory (utwory: 2, 9, 12 i 13), gitara basowa (utwory: 9, 12 i 13), synth bass (utwory: 9 i 13), gitara elektryczna (utwory: 12 i 13), Hammond B3 (utwór 13), wokal wspierający (utwór 13)
- Mike Crossey – programowanie, gitara basowa, syntezatory i wokal wspierający (utwór 7)
- Jonathan Gilmore – chórki (utwór 7)
- Tim Anderson – syntezatory i programowanie (utwór 11)
- Danny T. Levin – trąbka, puzon, eufonium (utwór 13)
- David Moyer – saksofon tenorowy, saksofon altowy, saksofon barytonowy i flet (utwór 13)
- LunchMoney Lewis – wokal wspierający (utwór 8)

### Twórcy
- Pete Ganbarg – A&R
- Brandon Rike, Reel Bear Media, Virgilio Tzaj – dyrektorzy artystyczni, design
- Jabari Jacobs – fotografia
- Rob Gold – zarządca artystyczny
- Josh Skubel – produkcja opakowań

## Single
Jako single duet wydał sześć pierwszych utworów z albumu w nieco innej kolejności. Jako pierwszy na promocję wyszło hip-hopowe/synth rockowe „Fairly Local” (17 marca 2015). Prawie miesiąc po wydaniu pierwszego singla (14 kwietnia 2015), duet zdecydował, że następnym singlem będzie pop-rockowy utwór „Tear in My Heart”. Na drugim singlu możemy usłyszeć perkusistę duetu – Josha Duna, który wraz z Tylerem Josephem krzyczy na początku piosenki po koreańsku „An nyeong ha se yo”, co po polsku oznacza „dzień dobry”. Niedługo potem (4 maja 2015) ukazał się kolejny, trzeci singel z płyty zatytułowany „Lane Boy”. Ten utwór jest mieszanką rocka alternatywnego, muzyki jungle oraz dubstepu z elementami hip-hopu, synth rocka i reggae. 10 listopada 2015 roku duet postanowił, że jako czwarty singel z płyty wyjdzie rap rockowe „Stressed Out”. 12 kwietnia 2016 roku wyszedł następny, piąty singel – „Ride”, czyli utwór utrzymany w koncepcji reggae z elementami pop-rocka. Ostatni singel promujący album wyszedł kilka miesięcy po opublikowaniu przez duet rap rockowej piosenki „Heathens”, a chodzi o hip-hopowo/funk rockowym utworze „Heavydirtysoul” otwierającym album.